# Amschel Mayer von Rothschild

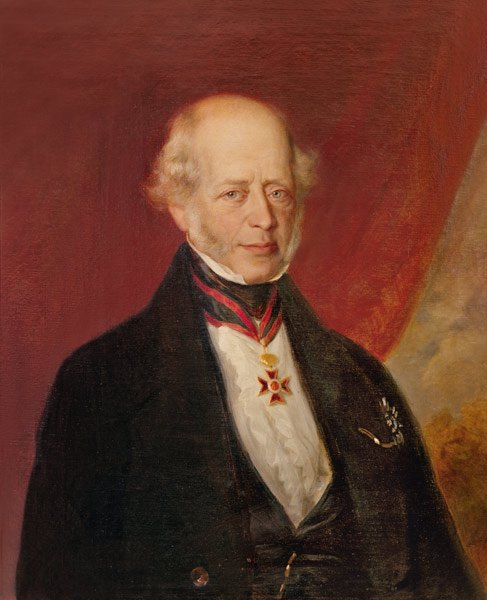
Amschel Mayer von Rothschild

Amschel Mayer Freiherr von Rothschild (* 12. Juni 1773 in Frankfurt am Main; † 6. Dezember 1855 ebenda) war ein deutscher Bankier aus der Rothschildfamilie. 1817 wurde er von Kaiser Franz I. von Österreich geadelt, 1822 in den österreichischen Freiherrnstand erhoben.

## Leben und Werk
Amschel Mayer Rothschild war der älteste Sohn von Mayer Amschel Rothschild, dem Gründer des Bankhauses M. A. Rothschild & Söhne, und seiner Frau Gutle, geb. Schnapper. Bereits in jungen Jahren arbeitete er im Familienunternehmen. 1810 nahm ihn der Vater zusammen mit seinen vier Brüdern als Teilhaber des Bankhauses auf.
Nach dem Tod Mayer Amschels 1812 bestand das Unternehmen aus den fünf Frankfurter Brüdern
- Amschel Mayer von Rothschild (1773–1855) – Frankfurter Zweig – Leitung – blieb kinderlos
- Salomon Rothschild (1774–1855) – Wiener Zweig
- Nathan Mayer Rothschild (1777–1836) – Londoner Zweig
- Carl Mayer von Rothschild (1788–1855) neapolitanischer Zweig – seine Söhne übernahmen später Gesamtleitung
- James de Rothschild (1792–1868) – Pariser Zweig

Amschel Mayer wurde als ältester Sohn neues Familienoberhaupt und übernahm die Leitung des Bankhauses, das ab 1813 seinen Sitz in einem klassizistischen Neubau in der Fahrgasse hatte. Es war zugleich auch der Stammsitz der Rothschildbanken in London, Paris, Wien und Neapel, denen seine Brüder vorstanden. Als der vorsichtigste der fünf Söhne Mayer Amschel Rothschilds war er stets um die Liquidität der Bank besorgt, ging Risiken möglichst aus dem Weg und bevorzugte eher kleinere Geschäfte.

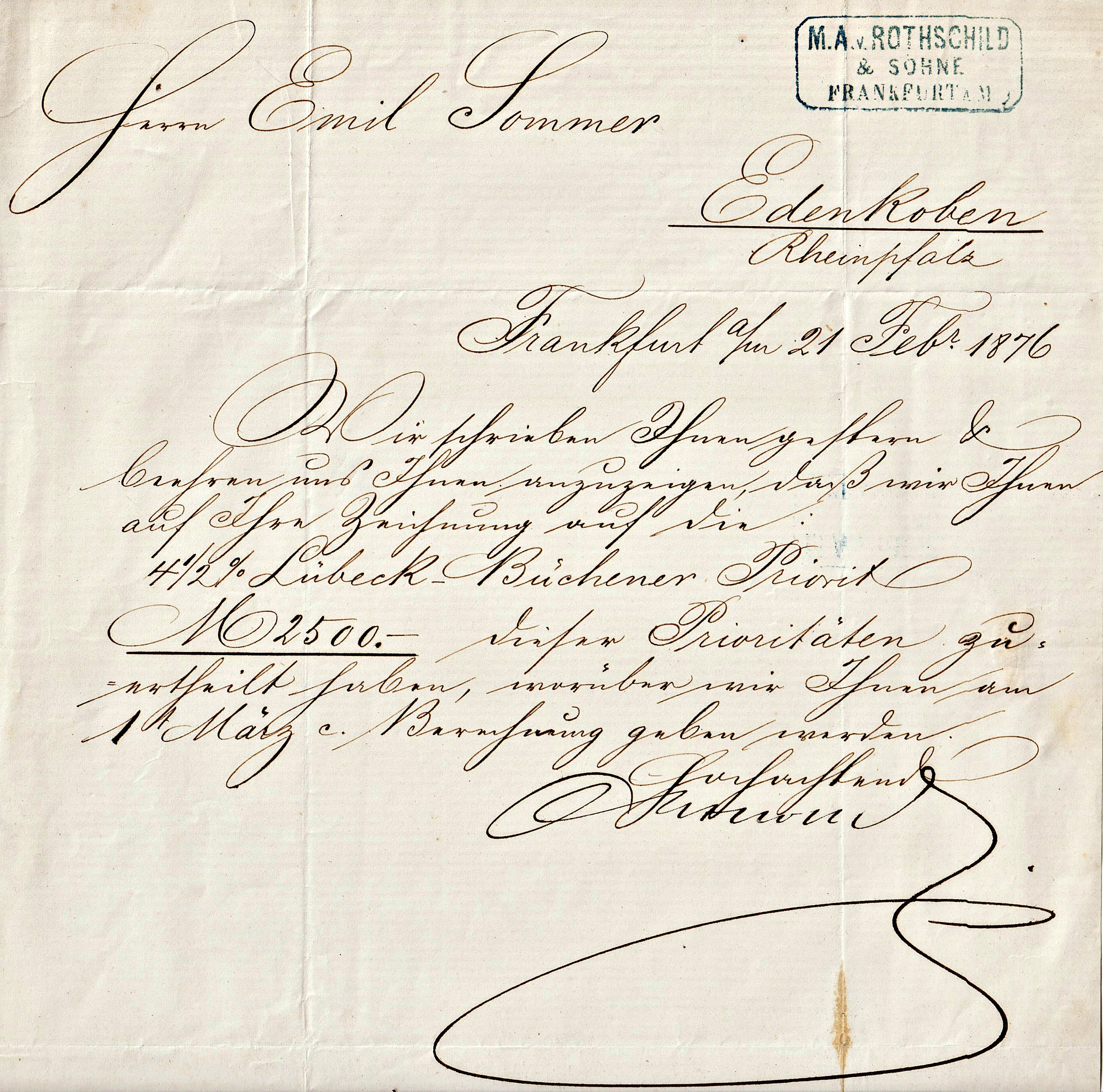
Firmenschreiben der Rothschild Bank, Frankfurt, 1876

Rothschild konzentrierte sich auf die Fortsetzung der Tätigkeit als Hoffaktor verschiedener deutscher Fürsten. Die von seinem Vater mit Hilfe von Carl Friedrich Buderus aufgebaute Beziehung zum Hof von Hessen-Kassel spielte dabei eine wichtige Rolle. Daneben war Amschel Mayer Rothschild auch Schatzmeister und Finanzier des Deutschen Bundestages in Frankfurt. Dank der guten Beziehungen zu fast allen deutschen Mittel- und Kleinstaaten konnten M. A. Rothschild & Söhne zwischen 1820 und 1830 das  Bankhaus Gebrüder Bethmann als im deutschsprachigen Raum führende Emittenten von Staatsanleihen verdrängen. Frankfurt wurde zum wichtigsten Börsenplatz und Zentrum des Kapitalmarkts in Deutschland. Aus dem Geschäft mit Industrieanleihen und -aktien hielt sich das Frankfurter Rothschildhaus hingegen heraus, war aber durch die Bereitstellung von Krediten an andere, auf diesem Gebiet aktive Banken (zum Beispiel Sal. Oppenheim in Köln) indirekt an solchen Geschäften beteiligt. Eine Ausnahme von diesem Vorgehen bildete lediglich 1835 die federführende Beteiligung an einem Konsortium zum Bau der Taunus-Eisenbahn.
Auch wenn das Vermögen von M. A. Rothschild & Söhne unter Amschel Mayer Rothschilds Leitung weiter anstieg, so verlor das Frankfurter Mutterhaus dennoch im Vergleich mit den stark expandierenden Rothschildbanken in London und Paris an Bedeutung. Trotzdem blieben Letztere offiziell nur Filialen von M. A. Rothschild & Söhne. Solange Gutle Rothschild, die Mutter der fünf Brüder Rothschild, noch lebte, blieb Frankfurt auch der Hauptversammlungsort der Familie Rothschild.
Amschel Mayers 1796 geschlossene Ehe mit Eva Hanau blieb kinderlos. Zur Sicherung der Nachfolge adoptierte er seinen Neffen Mayer Carl von Rothschild, den Sohn von Carl Mayer von Rothschild in Neapel. Rothschild starb am 6. Dezember 1855. Sein Grab befindet sich auf dem Alten jüdischen Friedhof an der Rat-Beil-Straße. Das Grabmal hat Eduard Schmidt von der Launitz gestaltet.
Mayer Carl, der zusammen mit seinem Bruder Wilhelm Carl von Rothschild seit 1852 Teilhaber des Bankhauses war, führte das Frankfurter Stammunternehmen nach dem Tode Amschel Mayers weiter; als Wilhelm Carl 1901 starb, wurde es aufgelöst.

## Judentum
Rothschild blieb den Traditionen des orthodoxen Judentums treu und war ein ausdrücklicher Gegner der jüdischen Reformbewegung. Er lehnte 1843 die Berufung des liberalen Rabbiners Leopold Stein nach Frankfurt ab und zog seine Zusage zurück, den Bau einer neuen Hauptsynagoge mit 250.000 Gulden zu unterstützen. Als die Freie Stadt Frankfurt 1844 eine neue Wechselordnung einführte, die jüdischen Bankiers vorschrieb, auch am Sabbat und an anderen jüdischen Feiertagen Wechsel akzeptieren zu müssen, ließ Rothschild öffentlich verkünden, dass er sich an diese Bestimmung nicht halten werde.
Rothschild bemühte sich auch um die rechtliche Gleichstellung der über 4000 Frankfurter Juden, die etwa zehn Prozent der Bevölkerung ausmachten. In der Konstitutionsergänzungsakte, der 1816 erlassenen Verfassung der Freien Stadt Frankfurt, waren deren bürgerliche Rechte erneut beschnitten worden – unter Berufung auf den mehrheitlichen Willen der christlichen Bürgerschaft, vor allem des Handwerks und des Handels, die die Konkurrenz der jüdischen Bürger fürchteten. Mit Unterstützung von Fürst Metternich und dem preußischen Staatsminister Hardenberg und anderen Fürsten veranlasste Rothschild zwischen 1816 und 1824 mehrere Bittschriften der Israelitischen Gemeinde die Gleichstellung der Frankfurter Juden betreffend an den Senat der Freien Stadt. 1824 wurden die Juden als Israelitische Bürger den Christen privatrechtlich gleichgestellt, doch erst 1864 hob Frankfurt als zweiter deutscher Staat nach dem Großherzogtum Baden (1862) alle Beschränkungen der Bürgerrechte auf und stellte die Juden den übrigen Bürgern gleich.

## Wohltätigkeit
Anders als sein Vater, dessen wohltätiges Wirken noch in der althergebrachten jüdischen Tradition der Zedaka stand, begründete Amschel Mayer Rothschild die umfangreiche Stiftungstätigkeit der Familie Rothschild. 1849 richtete er die Freiherrlich Amschel Meyer von Rothschild’sche Stiftung für die armen Israeliten der Stadt Frankfurt am Main ein, der er testamentarisch 1,2 Millionen Gulden vermachte. Diese Stiftung erhielt den Auftrag, das Haus zum Grünen Schild, also das Stammhaus der Familie Rothschild, zu erhalten und für wohltätige Zwecke zu nutzen. Darüber hinaus förderte Rothschild das jüdische Leben Frankfurts auch durch zahlreiche Spenden, zum Beispiel für Synagogen, Krankenhäuser und Krankenkassen.

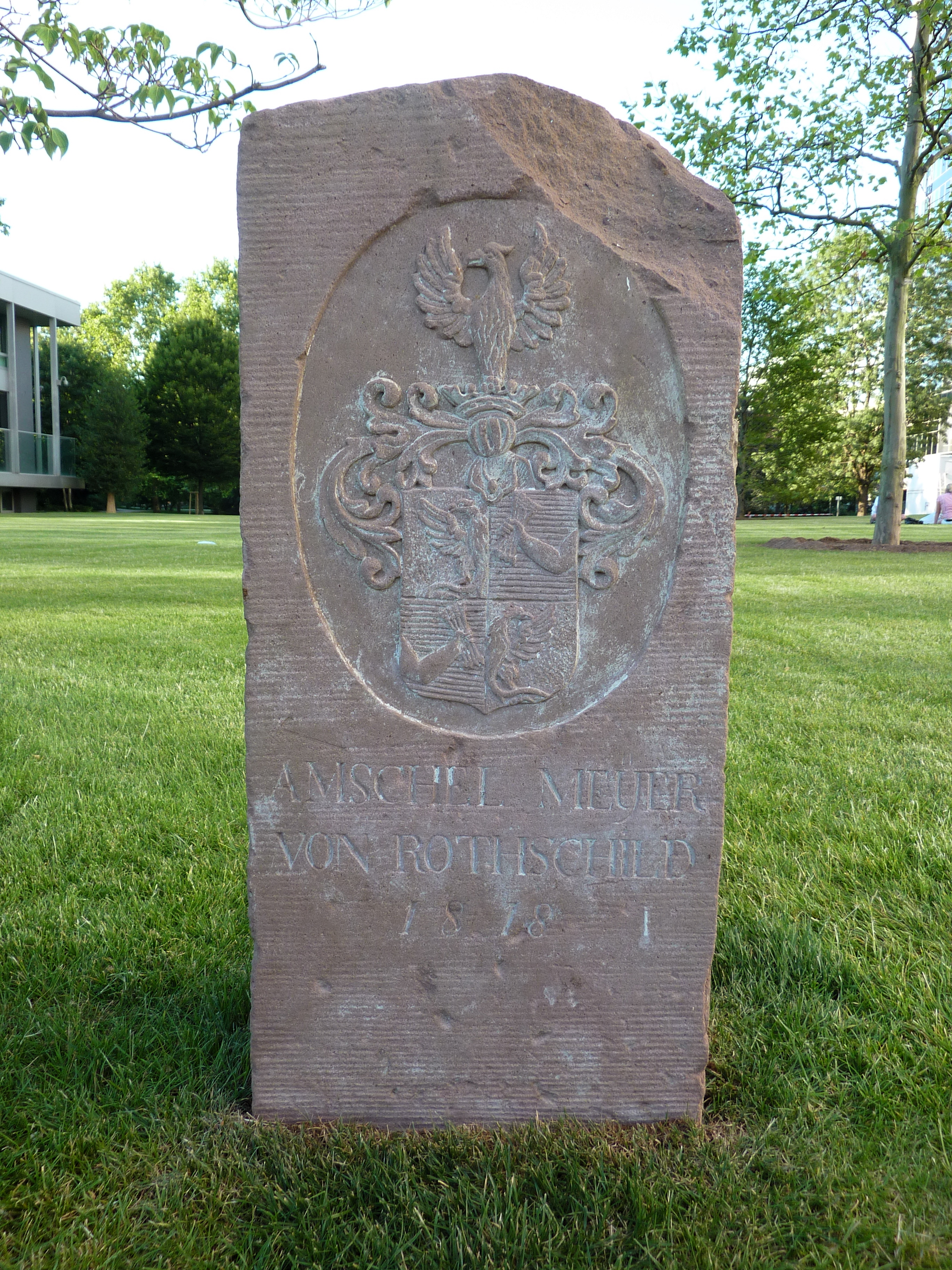
Güterstein Amschel Mayer von Rothschilds im Frankfurter Rothschildpark

## Bautätigkeit
1816 erwarb Rothschild ein Gartenhaus an der Bockenheimer Landstraße 10, das er durch Friedrich Rumpf zu einem klassizistischen Palais ausbauen ließ. Das Palais wurde im Zweiten Weltkrieg zerstört, der zugehörige Landschaftsgarten ist als Rothschildpark in reduzierter Größe bis heute erhalten. Das Stadthaus Rothschilds an der Zeil 34 wurde später zum Rothschildschen Altersheim (1944 zerstört). Rothschild besaß ferner seit 1837 die Grüneburg, die Stalburger Oede im Nordend und den Kühhornshof.